# Anyós
Anyós é uma localidade de Andorra, situada na paróquia de La Massana. Situada a 1.100 metros de altitude, sua população em 2024 foi estimada em 1.100 habitantes.